# William S. Burroughs

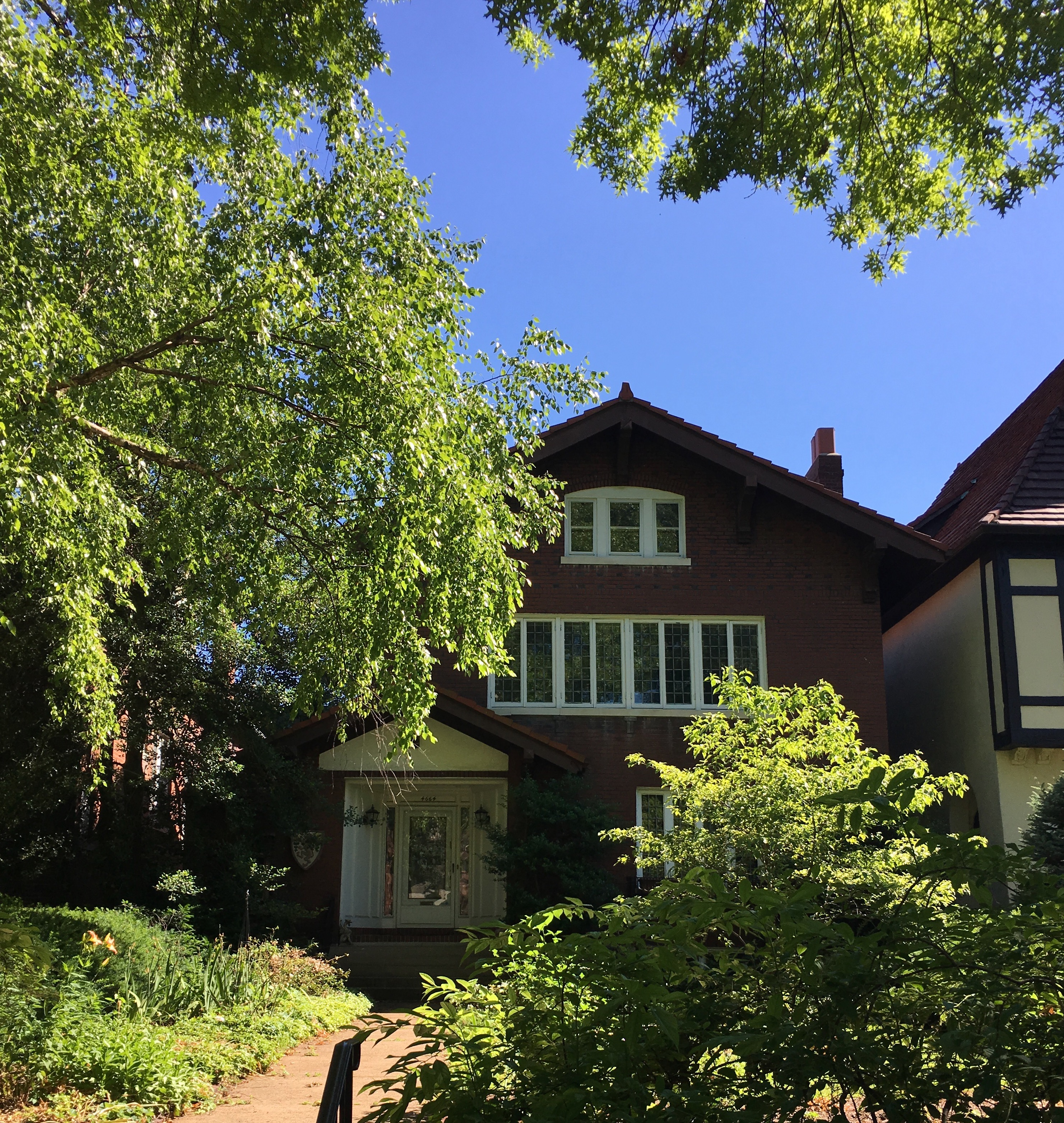
William S. Burroughs barndomshem i St. Louis.

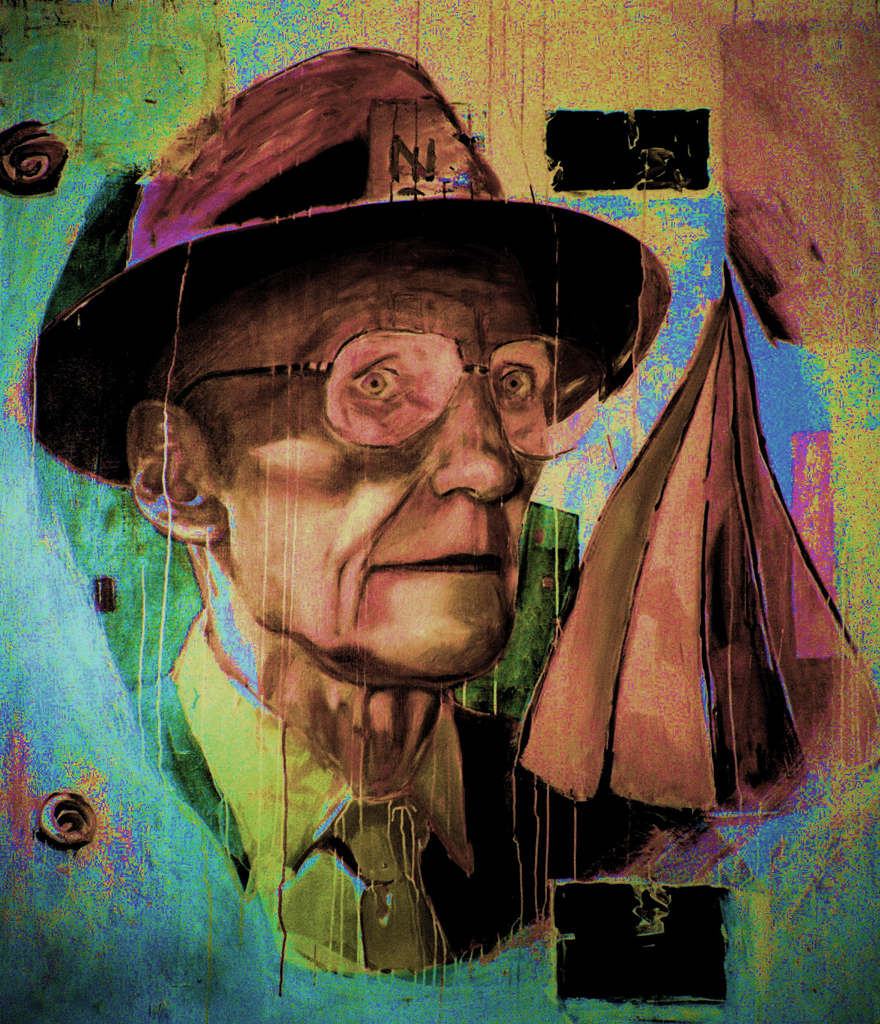
William S. Burroughs. Olja på duk av Christiaan Tonnis 1999.

William S. Burroughs, född 5 februari 1914 i St. Louis, Missouri, död 2 augusti 1997 i Lawrence, 
Kansas, var en amerikansk författare, bland annat till den hallucinatoriska kultromanen Den nakna lunchen (Naked Lunch) och den självbiografiska Tjacket (Junkie). Burroughs räknas som en av skaparna av den så kallade beatnik-litteraturen. Utöver författande hade Burroughs ett stort intresse för skjutvapen. 
Hans verk har påverkat ett antal subkulturella rörelser från 1960-talet och framåt. Romanen Den nakna lunchen (Naked Lunch) har filmatiserats av den kanadensiske regissören David Cronenberg 1991.
1983 valdes Burroughs in i American Academy and Institute of Arts and Letters, och 1984 mottog han Ordre des Arts et des Lettres av Frankrike. Jack Kerouac har kallat honom den "största satiriska författaren sedan Jonathan Swift". J. G. Ballard ansåg Burroughs vara "den viktigaste författaren som framträtt sedan andra världskriget" och Norman Mailer såg honom som "den enda amerikanska författaren som kan sägas besitta genialitet".

## Biografi
William Seward Burroughs (II) föddes i St. Louis 1914 som andra barnet. Redan i de tidiga åren var Billy - som han kallades - ett barn som skilde sig från mängden. Han var inte ett direkt bråkigt barn men hans klasskamrater tyckte att han var märklig och ansåg att han saknade förmåga att skaffa vänner. 1928 höll ett kemiexperiment på att kosta Burroughs en hand varefter läkarna introducerade honom för morfin. Ett par år senare tog han nästan livet av sig då han ville veta hur kloralhydrat (knock out-droppar) fungerade. Hans rapportkort från Los Alamos ranchskola – vilken Burroughs lämnade två månader innan avslutningen – beskriver eleven som ganska klipsk men med ett onormalt intresse för det morbida. Trots att han hoppade av skolan och saknade förmåga att smälta in studerade Burroughs på Harvard under föreläsare som T.S. Eliot och George Lyman Kittredge och tog studenten med engelska som huvudämne 1936. 
Burroughs reste omkring i mellankrigstidens Europa ett tag och såg hur fascismen växte fram. Tillbaka i USA började Burroughs liv i den undre världen att ta fart. I perioder rånade han alkoholister i New Yorks tunnelbana. Ibland var han själv langare för att kunna finansiera den allt större konsumtionen av olika former av narkotiska preparat, andra perioder var han inblandad i bedrägeri. Så småningom gifte han sig med vännen Joan Vollmer och fick sonen William S. Burroughs (III), men detta påverkade varken hustruns eller Burroughs eget narkotikamissbruk.
Hösten 1946 lämnade Burroughs New York och flyttade till södra Texas. Med ambitionen att bli bonde provade han att odla en rad olika grödor, såsom apelsiner, grapefrukt, cannabis och senare även bomull. I ett brev till Allen Ginsberg skrev han att livet som bonde gjort honom mer kriminell än vad han varit någonsin tidigare. Andra korrespondenser tyder på att Burroughs romantiserade bild av livet som lantbrukare överskuggades av bristen på vatten, mängden skorpioner och råttor, och framförallt omöjligheten att hålla sig med laglig arbetskraft.
Hans vistelse i den amerikanska södern beskrivs främst i Tjacket (Junky). Han beskriver det då som en plats dit man kommer för att dö.
Burroughs debuterade 1953 med Tjacket, men fick stort genomslag 1959 med romanen Den nakna lunchen. Efter att romanen utgetts blev den mycket uppmärksammad inom sextiotalets motkulturer, men också av litteraturkritiker som Mary McCarthy. Romanen åtalades även för oanständighet i flera amerikanska stater, bland annat Massachusetts. Massachusetts högsta domstol klargjorde slutligen 1966 att verket inte var oanständigt under USA:s sodomilagar. Fallet är det sista i USA som rör oanständighet i litteratur (som bara består av ord).

### Joan Vollmers död - en författares födelse
En av de mest omtalade händelserna i William S. Burroughs liv inträffade efter att han och Joan Vollmer flytt med barnen till Mexico City. Den 6 september 1951 bestämde sig paret för att sälja en revolver. Affären skulle äga rum i vännen John Healys lägenhet. Det gifta paret anlände kraftigt berusade klockan sex på kvällen och fortsatte att dricka i ett häftigt tempo. Köparen uteblev. Joan envisades med att hennes man skulle visa sin skjutskicklighet. Snart hade hon balanserat ett glas ovanpå huvudet. William S. Burroughs siktade revolvern mot sin fru och sköt henne i pannan. 
William Burroughs beskrev själv Wilhelm Tell-historien som både idiotisk och falsk i en intervju 1968, men likväl återfinns historien i Interzone (1989), då återgiven i jag-form. Vid andra tillfällen bekräftade han historiens sanningshalt och menade att olyckan var helt avgörande för att skrivandet skulle bli en möjlig väg. Skrivandet blev ett måste. 
I am forced to the appalling conclusion that I would have never become a writer but for Joan's death... I live with the constant threat of possession, for control. So the death of Joan brought me in contact with the invador [sic], the Ugly Spirit, and maneuvered me into a life long struggle, in which I have had no choice except to write my way out.
1953 debuterade William Burroughs med romanen Junky under pseudonymen William Lee, ett namn som kom att följa författaren under större delen av hans produktion. Namnet Lee kom från moderns sida och syftar troligen främst på morbrorn Ivy Lee som mer mindre eller myntade begreppet ”public relations” i samband med det reparationsarbete som han utförde för John D. Rockefeller Jr. efter Ludlowmassakern 1914. Ivy Lee verkade även som Adolf Hitlers publicist i USA vilket kom att ge honom öknamnen ”Poison Ivy” och ”Monument of Shame”. Troligen fascinerades Burroughs av morbrorns förmåga att rentvå namnet Rockefeller, sättet han kunde styra folkets allmänna uppfattning. Ted Morgan beskriver Ivy Lees roll i Burroughs författarskap som den man som tvingade författaren att åter hitta ett språk som var sant.

## Litterär stil
Burroughs särprägel som författare utmärks främst av hans experimentlusta, hårda och extrema motiv i kombination med ett nyansrikt och eget språk som bär influenser ifrån författare som William Shakespeare, Joseph Conrad, Arthur Rimbaud och Louis-Ferdinand Céline. Intresset för vetenskap och mytologi är också av stor betydelse.[källa behövs]
Hans tidiga arbeten Tjacket (Junky), Svängd (Queer) och Yagebreven (The Yage Letters) är skrivna på rak prosa. Det är först med den Den nakna lunchen (Naked Lunch) som Burroughs egenhet som författare blir riktigt tydlig. Här återfinns en egen mytologi, ett egenartat språk och en komposition som inte liknar någon annans genom sitt sätt att röra sig bortom logik för tid och plats.
Med mer eller mindre lyckade resultat experimenterade Burroughs vilt med en rad tekniker, varav cut-ups och fold-ins blivit mest omtalade. I slutet av sitt liv tonade Burroughs ner de litterära experimenten och ersatte dem med en lugn och mogen berättarröst.[källa behövs]

## Sångaren Burroughs
Burroughs sjunger "Sharkey's night" på Laurie Andersons skiva Home of the brave inspelad 1986. Laurie Anderson använder Burroughs sång vid flera tillfällen, då dock förvrängd med hennes elfiol. Detta är troligen det enda han har sjungit in.
Burroughs har även släppt en singel tillsammans med Kurt Cobain, frontman i grungebandet Nirvana. Låten heter "The "Priest" they called him". William S. Burroughs högläser en dikt samtidigt som Cobain improviserar fram en ljudkuliss på gitarr, löst baserad på Stilla natt. Burroughs och Cobain hade inte träffats innan samarbetet, och de träffasdes inte heller vid inspelningen utan de skickade kassetter fram och tillbaka till varandra. Däremot träffades de vid ett senare tillfälle. 
Originalutgåvan är utgiven på en tiotums vinyl-EP (bildskiva), på Tim/Kerr Records 1993, men den finns även återutgiven på CD och vanlig tiotumsvinyl. Nirvanas basist Krist Novoselic pryder omslaget.